# Przyszów
Przyszów est une localité polonaise de la gmina de Bojanów, située dans le powiat de Stalowa Wola en voïvodie des Basses-Carpates.